# Харам
Харам (араб. حرام‎‎, дос. «заборонене») — в ісламі вчинки й речі, що є забороненими (протилежність халяль). Всі ці заборони обґрунтовуються однозначними і беззаперечними доказами з ісламських першоджерел. 
- Харам у сімейно-шлюбних стосунках означає тих осіб, шлюб з якими не можливий в принципі. Так, харамом один для одного є батьки й діти, рідні брати та сестри, але допускається шлюб між двоюрідними братами і сестрами, дядьками й племінницями, тітками та племінниками

- Харамом називаються заборонені їжа й напої. Харчові заборони дещо відрізняються залежно від мазгабів. Заборонені свинина і кров, м'ясо полеглих, або розтерзаних хижаками тварин. Забороненим є м'ясо тварини, заколотої не за ритуалом. Немає єдиної думки щодо вживання конини, м'яса осла, слона, а також плазунів (крокодилів, ящірок, черепах та ін.). Заборонені напої та їжа, що п'янять чи одурманюють. Однак деякими мазгабами (ханафіти, шафіїти) вживати їх дозволено у кількостях, що не викликають небажаних наслідків, і як ліки.

- Харамом є азартні ігри та музичні розваги. За вченням більшості мазхабів (окрім частини ханафітів та шафіїтів), усі види азартних ігор мусять бути суворо заборонені. Однак деякі факіги вважають такі ігри допустимими, хоча й небажаними (макруг). Те саме стосується музичних інструментів, співів і танців, непомірного використання предметів розкоші.

- Харамом називається комплекс заборон, що накладається на паломника під час хаджу: заборона носіння зброї і повсякденного одягу, стрижки і гоління, статевих стосунків та ін. Заборонені сварки, війни, акти помсти й усе, що може порушити порядок і благочестя паломництва.